# Zenei antropológia
A zenei antropológiai a kulturális antropológia egyik tudományága. A zenei antropológiai a zene kultúra által meghatározott működésével foglalkozik, vizsgálva az egyes kultúrákban (beleértve a szub-, ellen- és részkultúrákat is) betöltött funkciójukat. Mindehhez figyelembe veszi mind a zenét létrehozók, mind a zenét fogyasztók szándékait, vizsgálva a zenei viselkedés kulturális, társadalmi, anyagi, kognitív, biológiai és egyéb dimenzióit és összefüggéseit. A zenei antropológiai a kulturális antropológia módszertanát használja vizsgálataihoz, azaz terepmunka segítségével gyűjti össze ismereteit, melyet a holisztikus látásmód, az összehasonlító szemlélet, illetve az etnocentrista nézőpontot mellőző kulturális relativizmus jellemez.

## A zene eredete, forrásai

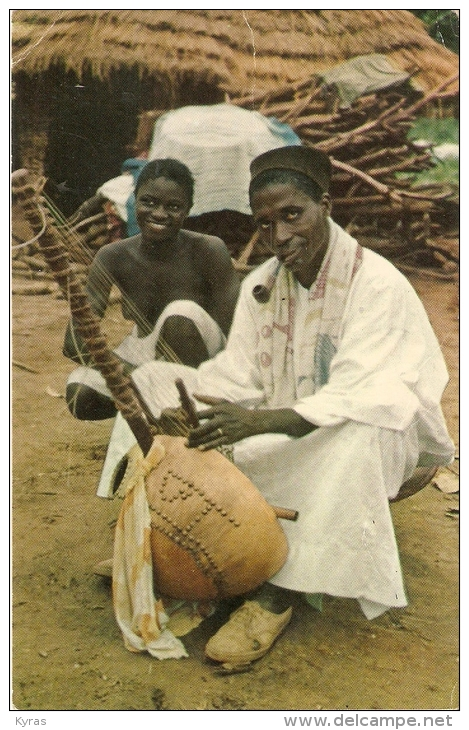
Mandinka griot (törzsi mesemondó és zenész) korán játszik (1960 körül)

A kínai zenei kultúra a világon a legrégebbi. Már a korai időkben igen fejlett volt a zenei módszereik ellentétben az India zenekultúrával melyekről nincsenek információk/ források a  kezdeteiről. Viszont az bizonyított, hogy hétfokú hangsoruk volt, és sajátos csúszkáló kromatikájuk (7 hang negyedhangokra oszlott az oktáv keretein belül). A perzsa-arab zenevilágra erős hatással volt az asszír-babiloni zene. Az i. sz. 7. századi arab hódítás a két nép kölcsönös kulturális érintkezését hozta magával. Az arabok honosították meg Európában a lantot. Az asszír-babiloni zene első emléke egy agyagtábla, amely az ó babiloni himnusz töredékeit őrzi. A zsidók zenéje főként templomi énekeket, himnuszokat, zsoltárokat, győzelmi dalokat, köszöntőket és siratókat foglalt magába. Fekete-Afrikában a földrajzi és a helyi társadalmi viszonyok eredményeképp alakultak ki az úgynevezett beszélő dobok. A beszélő dobok az emberi beszéd intonációját, hangmagasságát és ritmusát utánozzák, amelyet láncban alkalmazva nagy távolság áthidalását tették lehetővé az üzenetek továbbítására. A dob hangmagassága többféleképp változtatható és ritmikája tág lehetőségeket biztosít.

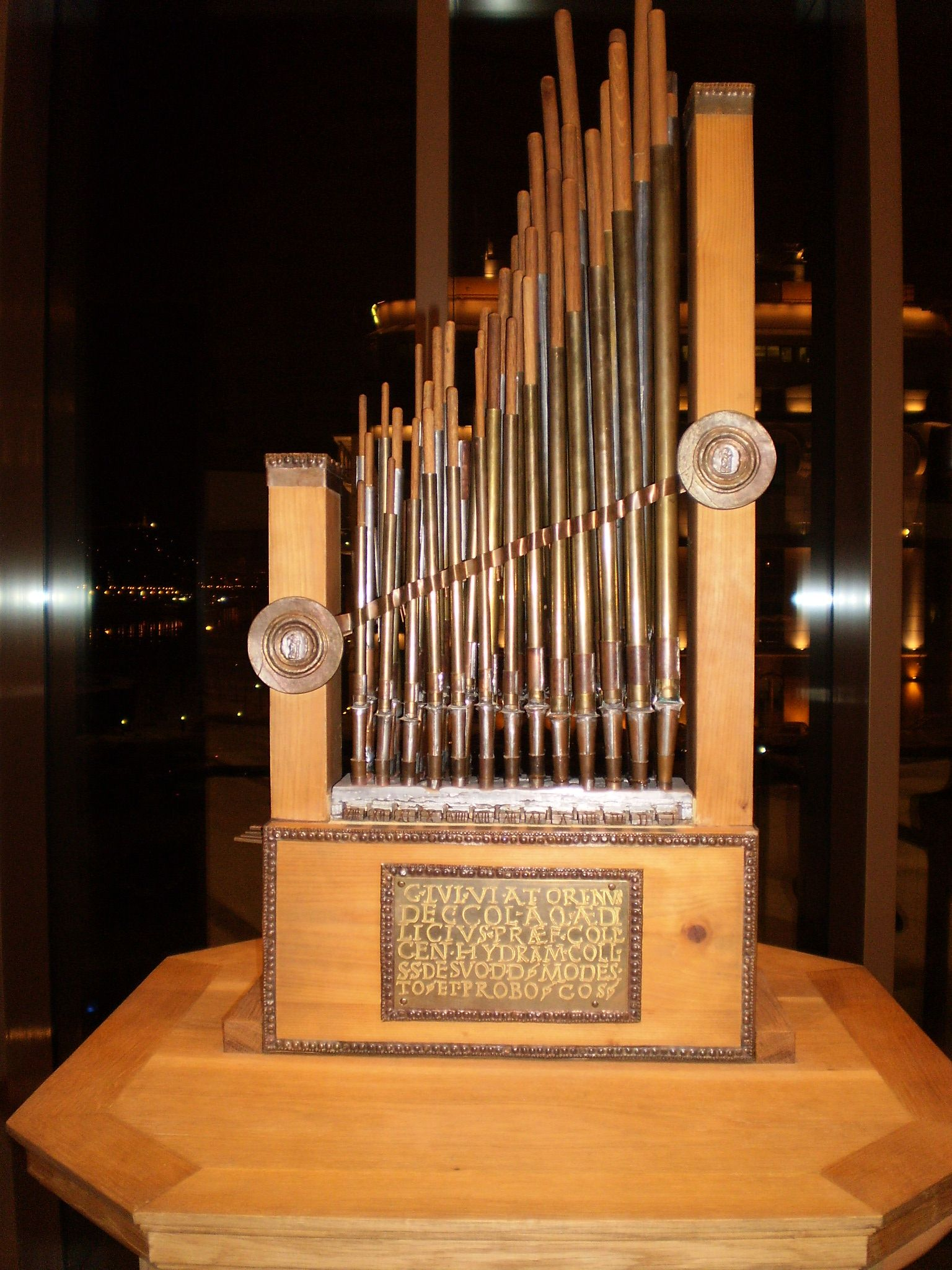
Az aquincumi víziorgona rekonstrukciója

A zene legnagyobb szerepe a  görög világban volt az összes többi ókori világ közül, mert itt válik először az általános műveltség részévé. A zene itt alkotóeleme a vallási szertartásoknak, a görög drámák előadásainak és az olimpiai játékoknak. A görög zeneelmélet alapvető fontosságú a későbbi korok szempontjából, ezenkívül foglalkozik a zenének a társadalomban betöltött szerepével és hatásával is. A görögök szerint a zene isteni eredetű (a zene istene: Orfeusz), és nagy erkölcsi hatása van, mely kiterjed az emberi jellemre és viselkedésre is. Az egyik legrégebbi emlék i. sz. előtti 5. századból való.
A Nílus-parti Egyiptom virágzó zenei életét bizonyítják a meglévő leletek. A lanthoz hasonló hangszer neve - replica, régen lyrának hívták. Az Újbirodalomban közkedveltek voltak a hárfák is. 10-12 húros álló-, a vállhárfa, a sarló alakú, kis méretű kézi hárfa, de alkottak óriás hárfát is papok számára. A vallásos szertartások, ünnepélyek, különböző társadalmi események sok lehetőséget és alkalmat adtak a zenélésre.
Az ókori Róma életében jelentős volt a zene, nem szégyelltek tanulni a görögöktől. A rómaiak átvették a görögök zeneelméletét, hangszereiket, zenetanítóik rendszerint görög rabszolgákból kerültek ki. Nagyon kedvelték a hidraulisz, azaz víziorgona hangját, világi zene előadására használták. Tiltották a vallási szertartások alatt a hangszeres zenét. A zene a római társadalmi életben fontos volt, lakomákon, szórakozás közben, népünnepélyeken, például császári diadalmenetek alkalmával. Magyarországon található az ókori római zene egyik világhírű régészeti lelete. A mai Óbuda területéről került elő, ami régen az Aquincum nevet viselte, és egy víziorgonáról van szó, (neve azt jelenti, hogy a víz nyomása juttatta a levegőt a sípokba). A lelet a római kori tűzoltólaktanya pincéjéből került elő, ahová a tűzvészkor szakadt be. Az oldalán tábla is volt, innen tudjuk, hogy Kr. u. 228-ban ajándékozta a tűzoltóegyleti tagoknak a parancsnokuk. Sok alkatrésze elégett, vagy megolvadt a tűzben, mégis sikerült újraalkotni és egy megszólaltatható másolat is készült. 1931-ben találták meg, talán a legteljesebben fennmaradt víziorgona a világon.